# Varmijská církevní provincie

Varmijská církevní provincie

Varmijská církevní provincie (území Varmie) je jedna z čtrnácti církevních provincií římskokatolické církve na území Polské republiky.
Byla vytvořena dne 25. března 1992 papežskou bulou Totus Tuus Poloniae populus.
Území provincie se člení na tyto diecéze:
- Arcidiecéze varmijská (vznik 1243, do 1566 část Rižské církevní provincie, v letech 1566-1930 podléhala přímo Svatému stolci, 1930-1972 část Vratislavské církevní provincie, 1972-1992 část Varšavské církevní provincie)
- Diecéze elbląžská (vznik 1992; navazuje na tradici diecéze pomezanské, existující v letech 1243-1587, která byla částí Rižské církevní provincie)
- Diecéze ełcská (vznik 1992)

V čele Varmijské církevní provincie stojí arcibiskup-metropolita varmijský, v současnosti (od roku 2006) Wojciech Ziemba.